# Stenopogon kozlovi
Stenopogon kozlovi är en tvåvingeart som beskrevs av Pavel Lehr 1963. Stenopogon kozlovi ingår i släktet Stenopogon och familjen rovflugor. Inga underarter finns listade i Catalogue of Life.